# 維利尼揚卡 (科羅斯特舍夫區)
50°17′3″N 29°15′15″E / 50.28417°N 29.25417°E
維利尼揚卡（烏克蘭語：Вільнянка）是烏克蘭北部的村莊，隸屬日托米爾州的日托米爾區。該村始建於1720年，面積1.36平方公里，海拔高度165米，2001年人口172。